# 제10회 영국 아카데미 영화상
제10회 영국 아카데미 영화상은 1956년의 최고의 영화를 기리기 위해 1957년에 열린 시상식이다.

## 수상

### 작품상
- 목로주점 수상

### 알렉산더 코다 상
- 요정이 되고 싶은 소녀 수상

### 칼 포먼 상
- 아기 인형 - 엘리 웰라치 수상

### 남우주연상(영국)
- 피터 핀치 수상

### 남우주연상(외국)
- 목로주점 - 프랑수아 페리어 수상

### 여우주연상(영국)
- 버지니아 맥케나 수상

### 여우주연상(외국)
- 장미 문신 - 안나 마냐니 수상

### 각본상(영국)
- Nigel Balchin 수상

### 특별상
- 빨간 풍선 수상